# Andreas Joseph Hofmann

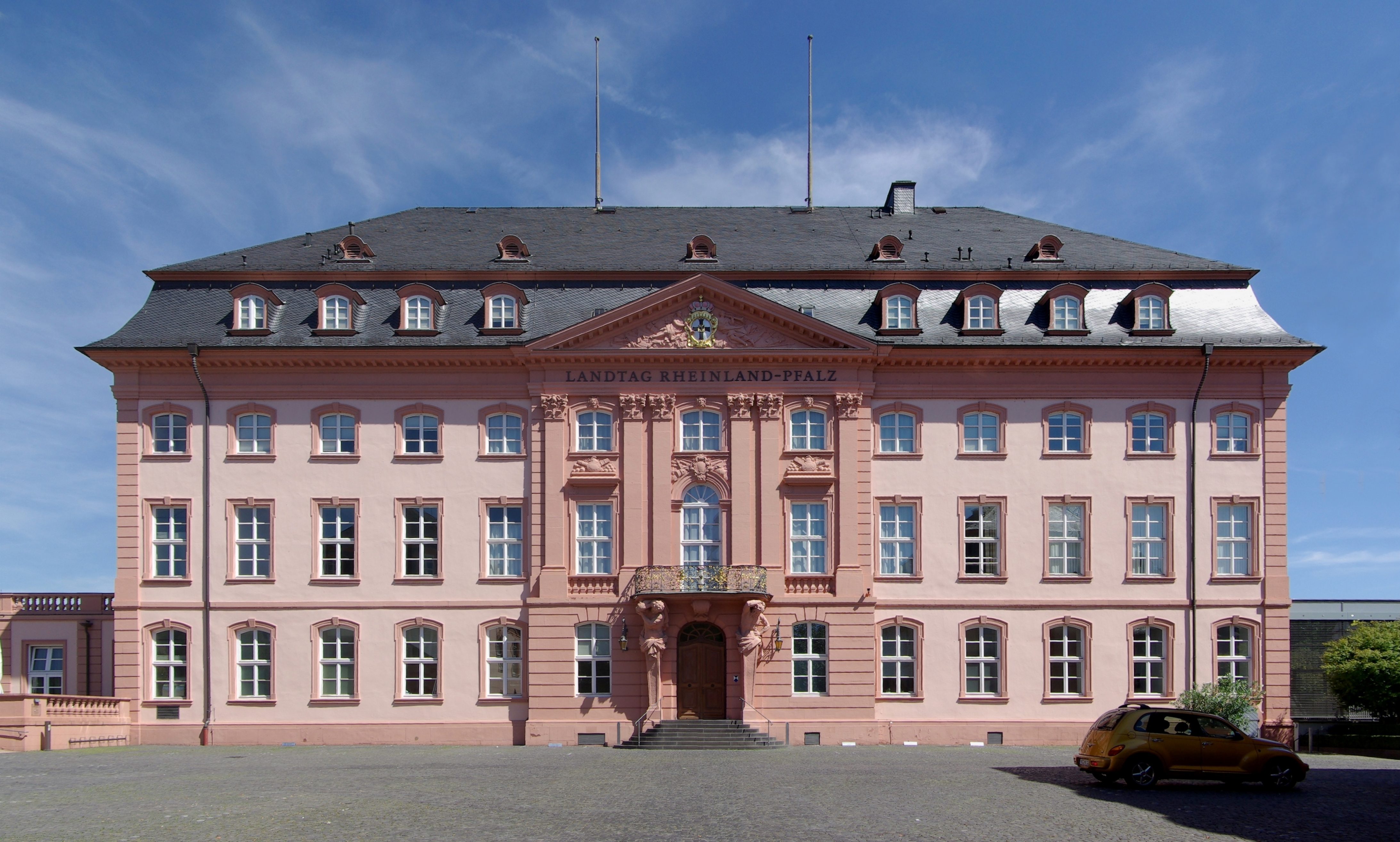
El edificio Deutschhaus en Maguncia, donde Hofmann proclamó la república, ahora sede del Landtag de Renania-Palatinado

Andreas Joseph Hofmann (14 de julio de 1752 - 6 de septiembre de 1849) fue un filósofo y revolucionario alemán activo en la República de Maguncia. Como presidente de la Convención Nacional Renano-Alemana, el parlamento más antiguo de Alemania basado en el principio de la soberanía popular, proclamó el primer estado republicano en Alemania, el Estado Libre Renano-Alemán, el 18 de marzo de 1793. Fuerte partidario de la Revolución Francesa, abogó por la adhesión de todo el territorio alemán al oeste del Rin a Francia y sirvió en la administración del departamento de Mont-Tonnerre bajo el Directorio Francés y el Consulado Francés.

## Primeros años y educación

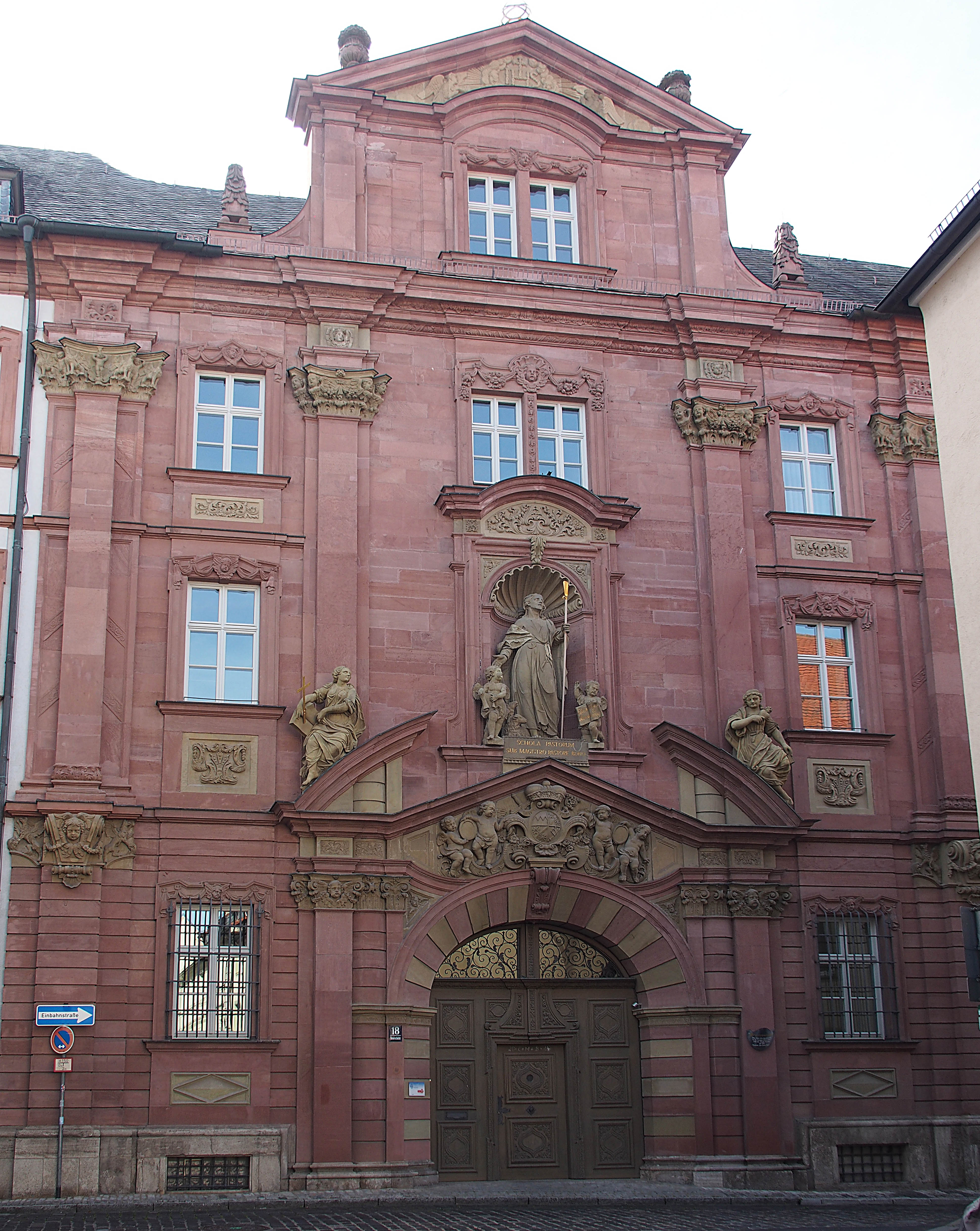
Antiguo colegio jesuita en Würzburg, ahora seminario católico

Hofmann nació en Zell am Main, cerca de Würzburg, como hijo de un cirujano. Después de la temprana muerte de sus padres, fue educado por su tío Fahrmann,  probablemente Andreas Joseph Fahrmann (1742-1802), profesor de teología moral en la Universidad de Würzburg y más tarde obispo auxiliar en la Diócesis de Wurzburgo. Después de un curso de un año en poética y retórica en el colegio jesuita de Würzburg, Hofmann estudió derecho en la Universidad de Mainz y en la Universidad de Würzburg. En 1777 se trasladó a Viena para adquirir experiencia en el Reichshofrat o Aulic Council, una de las cortes supremas del Sacro Imperio Romano Germánico y se convirtió en Privatdozent en 1778. En Viena, Hofmann fue influenciado por los principios ilustrados del Josefinismo. Además de publicaciones filosóficas como Ueber das Studium der philosophischen Geschichte (Sobre el estudio de la historia de la filosofía), donde Hofmann abogaba por la introducción de la historia de la filosofía como materia en las universidades de Austria, siguiendo el ejemplo de Würzburg, comenzó a escribir artículos para varias revistas y fundó una revista de teatro en 1781. Sus artículos satíricos provocaron conflictos con las autoridades y, en lugar de obtener un puesto en la recién refundada Universidad de Lviv, como se había previsto originalmente, se vio obligado a abandonar Austria. Regresó a Würzburg en 1783, y poco después fue empleado por el Príncipe de Hohenzollern-Hechingen.

## Profesor y revolucionario en Maguncia

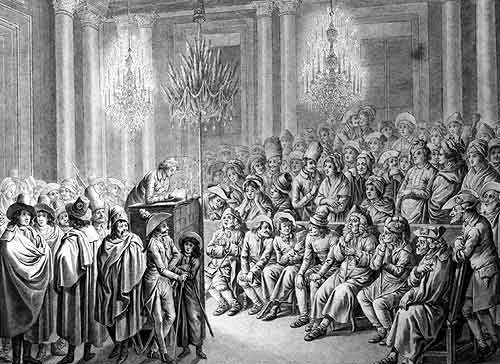
El club jacobino de Maguncia en 1792, por Johann Jacob Hoch

En 1784, Hofmann fue nombrado Catedrático de Filosofía en Maguncia como parte de las reformas progresistas del elector Friedrich Karl von Erthal que habían convertido a la Universidad de Maguncia en uno de los centros de la Ilustración católica. Como muchos otros futuros miembros del club jacobino de Maguncia, era miembro de la sociedad secreta de los Illuminati (bajo el nombre de Aulus Persius) pero los Illuminati fueron ilegalizados en 1785 y la logia se disolvió poco después. Hofmann enseñó por primera vez Historia de la Filosofía hasta 1791, cuando también se convirtió en catedrático de derecho natural. Además de la filosofía y el derecho, Hofmann también tenía talento para los idiomas. Era competente en latín, griego antiguo, francés, italiano e inglés, y dio clases de inglés sobre Alexander Pope durante muchos años. Entre sus alumnos estaban Klemens von Metternich, quien más tarde se convirtió en Canciller de Estado del Imperio austríaco y arquitecto de la Restauración europea reaccionaria, y de Johann Adam von Itzstein, quien se convirtió en un destacado político liberal y miembro del Parlamento de Frankfurt de 1848. Como pensador liberal y progresista, Hofmann apoyó el uso del alemán en lugar del latín en las conferencias universitarias y en la iglesia. Finalmente, se desilusionó con el ritmo de las reformas en Maguncia y dio la bienvenida a la Revolución Francesa desde el principio. Como Hofmann declaró abiertamente su apoyo a las ideas de la Revolución Francesa en sus conferencias, pronto fue espiado por las cada vez más reaccionarias autoridades de Maguncia, que prohibieron toda crítica al estado y la religión el 10 de septiembre de 1792. Sin embargo, antes de que la investigación de sus actividades hubiera progresado más allá del interrogatorio de sus alumnos, el arzobispo y su corte huyeron del avance de las tropas francesas al mando del general Custine, que llegó a Maguncia el 21 de octubre de 1792.

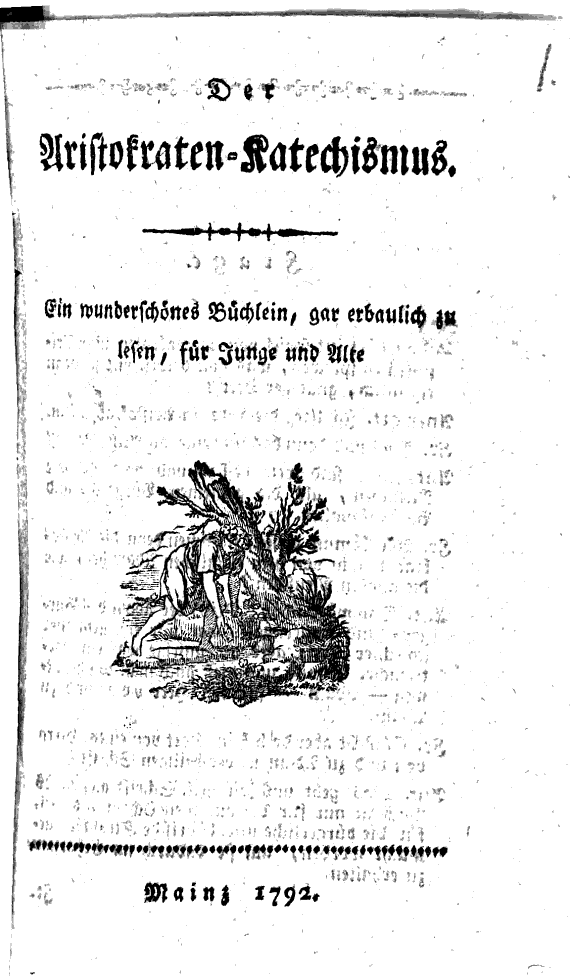
Portada de Der Aristokraten-Katechismus, publicado en 1792

Dos días después, Hofmann ayudó a fundar el club jacobino de Maguncia y se convirtió en uno de sus miembros más activos. Orador popular y poderoso, criticó en sus discursos tanto al antiguo régimen del Elector como al gobierno militar francés, fue especialmente apoyado por los estudiantes más radicales, que idolatraban al incorruptible Hofmann. A finales de 1792, publicó el Aristokraten-Katechismus, un panfleto revolucionario que criticaba el antiguo régimen y su instrumentalización de la religión para proteger el orden absolutista. Hofmann y sus partidarios pedían que los puestos oficiales se reservasen a los ciudadanos nativos. Hofmann dio conferencias en las zonas rurales del territorio ocupado por los franceses, pidiendo apoyo para las elecciones generales de febrero y marzo de 1793, que él mismo ayudó a organizar. Fue elegido en la Convención Nacional Renano-Alemana como representante de Maguncia y se convirtió en su presidente, venciendo a Georg Forster en una elección disputada. El 18 de marzo de 1793, Hofmann declaró el Estado Libre Renano-Alemán desde el balcón de la Deutschhaus. Tres días después, Hofmann firmó el decreto de la Convención, resuelto por unanimidad, en el que se pedía la adhesión del Estado Libre a Francia. El 1 de abril de 1793, Hofmann cambió de función para convertirse en el presidente de la administración provisional.

## Funcionario del gobierno francés y vida posterior

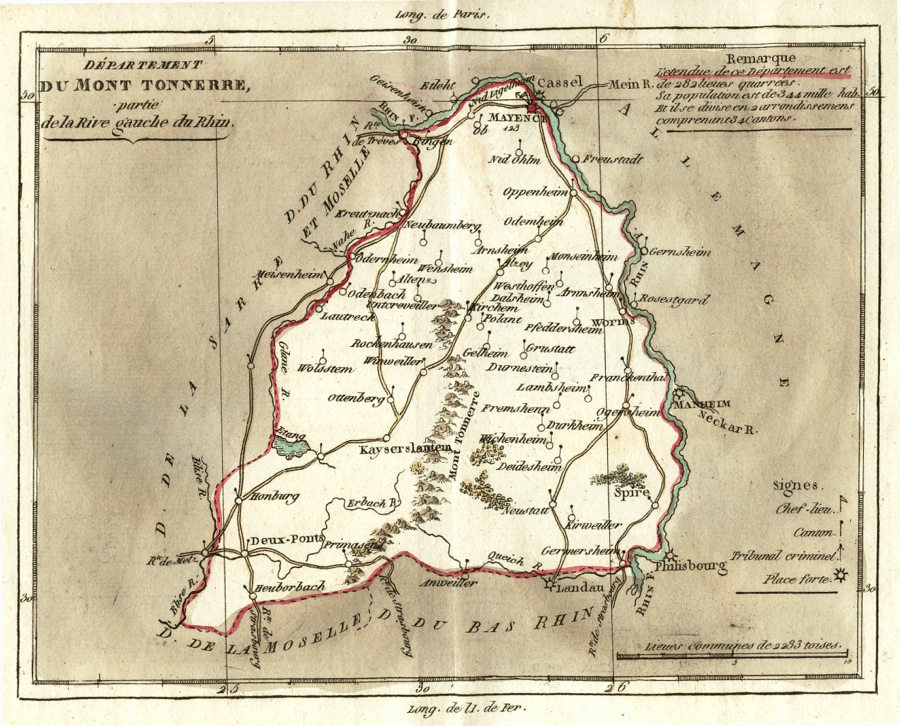
Mapa del departamento Mont-Tonnerre, por Louis Brion 1802

Cuando la república terminó tras el asedio de Maguncia, Hofmann pudo abandonar la ciudad con las tropas francesas en retirada y se exilió en París, donde dirigió una sociedad de republicanos exiliados de Maguncia, la Societé des patriotes Mayençais, y trabajó para lograr un intercambio de prisioneros para liberar a los revolucionarios alemanes capturados por las autoridades. Tras un breve servicio militar, en el que comandó un regimiento ecuestre que luchó contra los realistas insurgentes en la Vendée y fue herido varias veces, fue enviado a Inglaterra en misiones de espionaje. Sin embargo, en un concierto de Joseph Haydn en Londres, el 2 de junio de 1794, fue reconocido y denunciado a las autoridades por su antiguo alumno Klemens Wenzel von Metternich. Hofmann se escondió y regresó a París vía Hamburgo, donde visitó a Friedrich Gottlieb Klopstock. En París, el Directorio francés lo nombró jefe del bureau des étrangers. En su ensayo de 1795 Des nouvelles limites de la republique française, defendió el Rin como frontera natural del este de Francia. Cuando la incorporación de las zonas al oeste del Rin a Francia se hizo realidad con el Tratado de Campo Formio, Hofmann regresó a Maguncia, donde formó parte del gobierno del nuevo departamento de Mont-Tonnerre y fue nombrado por Napoleón como su receveur général (funcionario superior de impuestos) en 1797, siendo el único francés no nativo que ocupó este cargo. En 1801, fue elegido miembro del consejo de la ciudad de Maguncia y rechazó un nombramiento como miembro del Corps législatif del Consulado francés. En 1803, se vio obligado a dimitir como receveur général después de que uno de sus subordinados cometiera un fraude y desaparecieran 750.000 francos de sus arcas. Tras la derrota de Napoleón y el retorno de Maguncia al control alemán, Hofmann se trasladó a las fincas de su difunta esposa en Winkel. Aunque ya no estaba activo como revolucionario, las autoridades lo consideraban sospechoso como jacobino, y su casa fue registrada en la década de 1830. Hofmann pasó su jubilación dedicándose a actividades como la cría de canarios domésticos, pero se convirtió en una figura algo famosa entre los liberales de Vormärz y fue visitado por intelectuales como Hoffmann von Fallersleben y Ludwig Walesrode. Murió el 6 de septiembre de 1849, después de haber asistido al fracaso de la revolución de 1848, y fue enterrado sin un funeral católico.

## Familia y legado
Andreas Joseph Hofmann era hijo de Anton Hofmann, cirujano, y de Magdalena Fahrmann. En 1788 se casó con Catharina Josepha Rivora (1763-1799), hija de Peter Maria Rivora y Christina Schumann. Tuvieron tres hijas, de las cuales dos murieron prematuramente. Su hija Charlotte Sturm murió en 1850 y legó la mayoría de sus pertenencias a Charlotte Lehne, la nieta del alumno de Hofmann, Friedrich Lehne. No se ha conservado ninguno de los documentos personales y la correspondencia de Hofmann y no se conoce ninguna fotografía de él. En general, se sabe mucho menos sobre la vida de Hofmann que sobre la mayoría de los otros miembros destacados del club jacobino de Maguncia.
En 2018, una callea de Winkel recibió el nombre de Andreas-Joseph-Hofmann-Straße.

## Trabajos seleccionados
- Hofmann, Andreas Joseph (1779). Ueber das Studium der philosophischen Geschichte (en alemán). Vienna: Ghelensche Erben.
- Hofmann, Andreas Joseph (1792). Der Aristokraten-Katechismus: ein wunderschönes Büchlein, gar erbaulich zu lesen : für Junge und Alte (en alemán). Mainz.
- Hofmann, Andreas Joseph (1795). Des nouvelles limites de la republique française (en francés). Paris.